# Роммель, Франк
Франк Роммель (нем. Frank Rommel; род. 30 июля 1984, Зуль) — немецкий скелетонист, выступающий за сборную Германии с 2002 года. Участник трёх зимних Олимпийских игр, чемпион мира среди смешанных команд по бобслею и скелетону, неоднократный призёр мирового первенства в одиночном разряде, чемпион Европы, победитель нескольких этапов Кубка мира.

## Биография
Франк Роммель родился 30 июля 1984 года в городе Зуль, земля Тюрингия. После окончания школы поступил в гимназию имени Хайнриха Эрхардта в Целла-Мелис, где изучал экономику с уклоном на банковское дело. Тем не менее, карьере банковского служащего Роммель предпочёл занятия скелетоном, который в 2002 году как раз вернулся в олимпийскую программу и быстро стал набирать популярность. Зачислился в местный спортивный клуб и, соревнуясь в составе молодёжной немецкой команды, в январе 2005 года дебютировал на Кубке мира, а в 2006-м завоевал серебро на чемпионате Европы в швейцарском Санкт-Морице, благодаря чему попал во взрослую сборную и удостоился права защищать честь страны на Олимпийских играх в Турине. Однако существенный недостаток опыта выступлений на крупнейших спортивных мероприятиях не позволил ему подняться высоко — спортсмен занял двадцать четвёртое место.
На чемпионате мира 2008 года в Альтенберге Роммель выиграл бронзовую медаль, а на Кубке мира сезона 2008/09 совершил настоящий прорыв, одержав победу сразу на четырёх этапах — занять первое место общего зачёта ему помешала досадная дисквалификация на стартовом этапе в Винтерберге. 2009 год оказался для него самым благоприятным в плане золотых медалей, поскольку сначала он выиграл европейское первенство в Санкт-Морице, а потом взошёл на высшую ступень подиума на чемпионате мира в американском Лейк-Плесиде, став чемпионом мира среди смешанных команд по бобслею и скелетону.
Выбившись в лидеры мужской сборной, в 2010 году Роммель отправился на Олимпийские игры в Ванкувер, где выступил уже значительно успешнее, приехав в итоге седьмым. Завершил сезон серебром с чемпионата Европы в австрийском Иглсе и вторым местом общего зачёта Кубка мира. В 2011 году на мировом первенстве в Кёнигсзее пополнил медальную коллекцию бронзой в одиночном разряде и серебром в программе смешанных команд. Не менее успешным получился и 2012 год, когда на чемпионате мира в Лейк-Плэсиде Роммель выиграл сразу две серебряные награды в обеих дисциплинах.
В 2014 году Роммель побывал на Олимпийских играх в Сочи, где финишировал одиннадцатым.
Ныне Франк Роммель проживает в городе Оберхоф, где тренируется под руководством тренера Франка Шварца. Женат на немецкой скелетонистке Юлии Айхгорн, помимо спорта увлекается компьютерами, чтением и музыкой.